# Orthonotus rufifrons
Orthonotus rufifrons är en insektsart som först beskrevs av Carl Fredrik Fallén 1807.  Orthonotus rufifrons ingår i släktet Orthonotus, och familjen ängsskinnbaggar. Arten är reproducerande i Sverige.